# Alberto Baruque
Alberto Baruque (São Paulo, 27 de junho de 1951) é um ator brasileiro.

## Carreira
Iniciou sua carreira ainda criança, ao participar do programa Grande Gincana Kibon, em 1958. Posteriormente entrou para o elenco d'A Turma do Sete, durante os anos de 1960 a 1962. Durante a década de 1960 trabalhou bastante nas TV Record, TV Excelsior e TV Tupi. 
Já em cinema estreara em 1973 com o filme O Homem Que Descobriu o Nu Invisível de Aldir Mendes de Souza. 
Em teatro estreara numa adaptação de Pinocchio em 1960. Participando ao longo de sua carreira de diversas montagens, destacando-se A Viagem de 1972, com direção de Celso Nunes. 

## Filmografia

### Televisão
| Ano       | Título                    | Personagem         | Notas                   |
| --------- | ------------------------- | ------------------ | ----------------------- |
| 2019      | Rotas do Ódio             | Lanisd             | 3 episódios             |
| 2010      | Uma Rosa com Amor         | Oficial de Justiça |                         |
| 1996      | Colégio Brasil            | Barreto            |                         |
| 1996      | Dona Anja                 | —                  | [ 2 ]                   |
| 1994      | Quatro por Quatro         | Tufik              |                         |
| 1992      | Perigosas Peruas          | Romano             |                         |
| 1990      | Lua Cheia de Amor         | Calixto            |                         |
| 1989      | Que Rei Sou Eu?           | Mendigo            | [ 3 ]                   |
| 1988      | Chapadão do Bugre         | —                  | [ 4 ]                   |
| 1984      | Meus Filhos, Minha Vida   | Heitor Morada      |                         |
| 1983      | A Ponte do Amor           | —                  | [ 5 ]                   |
| 1983      | Vida Roubada              | Tonho              |                         |
| 1982      | Conflito                  | Carlos             |                         |
| 1982      | Pic-nic Classe C          | Vavá               |                         |
| 1982      | Paiol Velho               | —                  |                         |
| 1982      | Maria Stuart              | Cilinho            |                         |
| 1980      | Coração Alado             | —                  | [ 6 ]                   |
| 1979      | Como Salvar Meu Casamento | Brito              |                         |
| 1978      | Salário Mínimo            | Raul               |                         |
| 1977      | Cinderela 77              | Cuca               |                         |
| 1976      | Caso Verdade              | —                  | Episódio: "Corinthians" |
| 1968-1969 | Pracinha da Alegria       | —                  |                         |
| 1968-1969 | Família Trapinho          | —                  |                         |
| 1965      | Os Quatro Filhos          | —                  |                         |
| 1965      | O Céu É de Todos          | Tito               |                         |
| 1965      | Bibi Sempre aos Domingos  | Jurado mirim       |                         |
| 1963-1964 | Times Square              | Zé Bonitinho Jr.   |                         |
| 1960-1962 | A Turma do Sete           | —                  |                         |
| 1958      | Grande Gincana Kibon      | Participante       |                         |

### Cinema
| Ano  | Título                               | Personagem   | Notas                             |
| ---- | ------------------------------------ | ------------ | --------------------------------- |
| 1984 | Made in Brazil                       | Marginal     | Segmento: "Um Milagre Brasileiro" |
| 1983 | Nasce uma Mulher                     | Nando        |                                   |
| 1983 | Janete                               | Homem na rua |                                   |
| 1973 | O Homem Que Descobriu o Nu Invisível | Cientista    |                                   |

## Teatro
- 1988 - Que Que É, Meu?
- 1984/1985 - Crimes Delicados
- 1984/1986 - Oh, Calcutta!
- 1983 - O Lobo Não É Mais Aquele
- 1981 - Mal Secreto
- 1979 - O Banquete
- 1977 - Machado de Assis Está Noite
- 1973/1974 - A Carroça de Ouro: Compram-se Mentiras e Verdades
- 1972 - Os Contos Alegres da Carochinha
- 1972 - A Viagem[7]
- 1971 - O Coelhinho Engenheiro
- 1970 - Hair
- 1969 - Peter Pan
- 1966 - Chapeuzinho Vermelho
- 1964 - O Fantasma Branco
- 1962 - O Auto da Barca do Inferno
- 1960 - Pinocchio